# Weesper mop
Een Weesper mop is een koekje van amandelspijs, amandelen en suiker. Hiertoe wordt amandelspijs met eierdooier en suiker tot een rol gemaakt, en door de suiker gerold. Deze rol wordt in plakken van ongeveer drie centimeter gesneden tot ronde koekjes. 
Dit wordt kort (ongeveer 10 minuten) gebakken in een oven op 200 graden.

## Trivia
- In overdrachtelijke zin wordt de term Weesper mop gebruikt voor iemand die in de plaats Weesp geboren en getogen is.